# Río Algás
El río Algás (en catalán Algars) es un río de la cuenca fluvial del Ebro, afluente del río Matarraña.
Nace en los puertos de Tortosa-Beceite entre los términos municipales de Beceite y Arnes en un lugar donde confluyen varios barrancos. Pasa por los términos de Beceite, Arnes, Cretas, Horta de San Juan, Lledó, Arens de Lledó, Caseras, Calaceite, Batea, Maella, Fabara y Nonaspe.

## Geomorfología

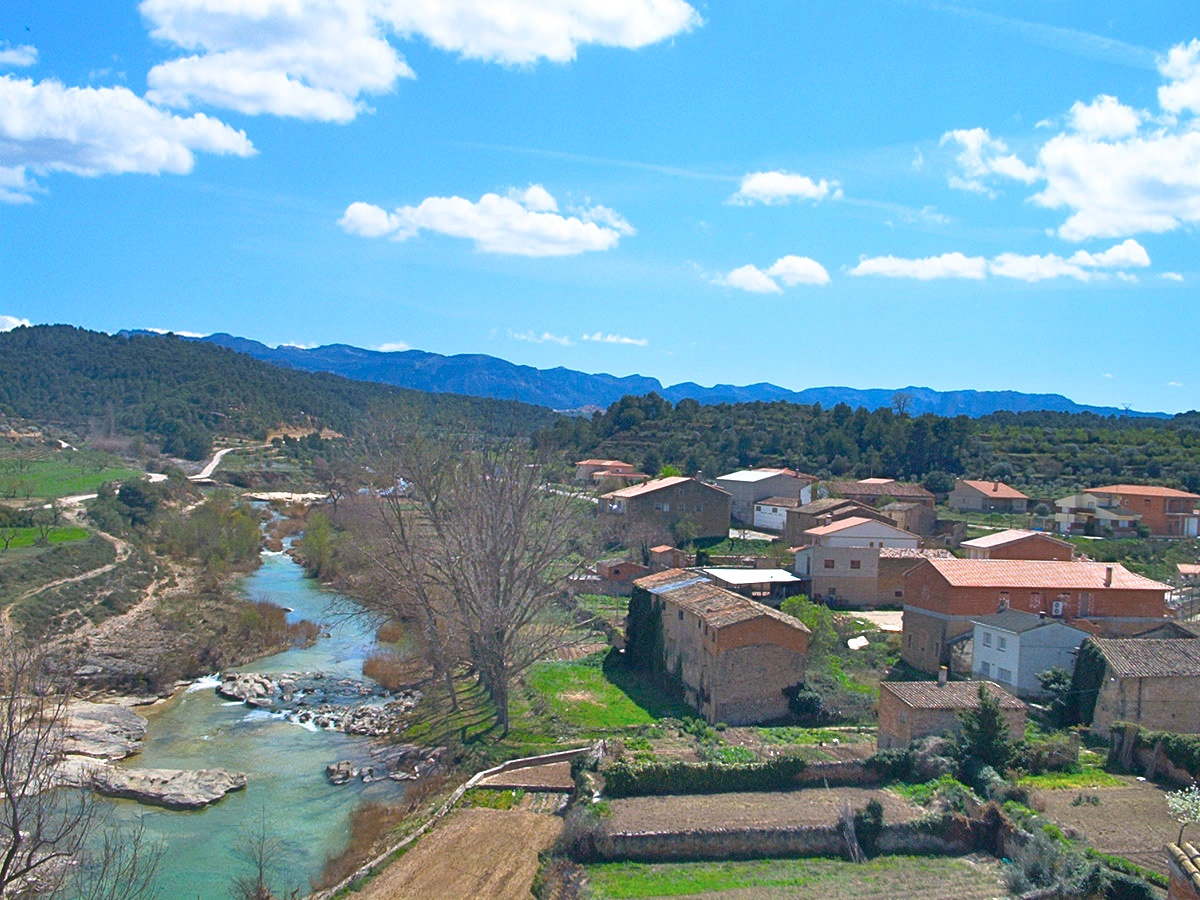
Arenys de Lledó y el río Algás.

Tiene un régimen torrencial y ya en el tramo cerca de Arnes muestra mucha erosión. Desde Arens de Lledó toma un trazado en zigzag, haciendo en varias zonas de frontera entre Aragón y Cataluña, hasta su desembocadura en el Matarraña en el pueblo de Nonaspe.
Aparece descrito en el primer volumen del Diccionario geográfico-estadístico-histórico de España y sus posesiones de Ultramar de Pascual Madoz con las siguientes palabras:

ALGAS: r. de la prov. de Tarragona, part. jud. de Gandesa, nace entre los confines de Aragon y Cataluña, junto al térm. de Arnes, al cual fertiliza en su direccioin de E. y NE., asi como á parte de los de Llades, Caserras, Almudefar, Algás, Pabara y Nonaspe, en cuyo punto se le une el riach. Matarraña, y el de Ribarroja, desaguando en el Ebro á muy corta dist. del último.
(Madoz, 1845, p. 553)

Hay sedimentos aluviales continuos desde la cuenca alta del río Algás al sur del Toll de en Vidre hasta Beceite pasando por todos los alrededores del Barranco del Ferreret Brut y el Bajo Ulldemó hasta llegar al Matarraña en Beceite. Eso indica que antes la cuenca alta del río Algás desaguaba en el río Matarraña en Beceite y que después el mayor poder de erosión remontante de un Algás más corto hizo que este se extendiera hacia el sur hasta producirse una captura fluvial de su cuenca actual. 
Se le estima una aportación total de 19 hm³/año.

## Fauna
Conforma un lugar de importancia comunitaria (LIC), que destaca por tener la población de galápagos leprosos, nutrias y azores perdiceras.

## Historia
Como el resto de la zona del Matarraña, fue usado para una agricultura de regadío durante la época musulmana.
En 2013 sufrió importantes avenidas que motivaron la limpieza de su cauce al año siguiente.